# Centro Diaz
Il Centro Diaz, noto anche come Grattacielo della Terrazza Martini, è un grattacielo di Milano situato in piazza Armando Diaz n. 7.

## Storia
La costruzione dell'edificio venne inizialmente prevista dal piano particolareggiato relativo al completamento del lato meridionale di piazza del Duomo risalente al 1938. Si susseguirono diversi progetti, dei quali il primo prevedeva un edificio multipiano cui successivamente un progetto del 1951 aggiunse una torre in asse con la galleria Vittorio Emanuele II.
Un concorso privato bandito nel 1953 vedrà vincitore il progetto messo a punto dall'architetto Luigi Mattioni, il quale dovrà però ridurre di oltre 11 metri l'altezza della torre centrale durante le fasi di revisione del progetto. I lavori di costruzione dell'edificio furono terminati nel 1957.

## Descrizione
La torre del complesso raggiunge un'altezza di 65 metri.